# Artois
|  | Per a altres significats, vegeu «Comtat d'Artois». |

Bandera de l'antic comtat d'Artois

L'Artois és un antic comtat de les Disset Províncies, que és inclosa al departament francès del Pas de Calais (regió dels Alts de França). Amida uns 4.000km² i una població de vora un milió d'habitants. Les principals ciutats són Arràs, Calais, Boulogne-sur-Mer, Saint-Omer, Lens i Béthune.

## Història
Durant l'època romana formaria el territori de la Civitas Atrebatensis, que fou incorporat al Regne Franc al s. V. Durant l'alta edat mitjana formarà part del comtat de Flandes.
Felip II August de França l'adquirí l'any 1191, i Lluís VIII el constituí en apanatge a favor del seu fill menor Robert (1216-50). Per successió femenina passà el 1302 als comtes palatins de Borgonya, el 1382 als comtes de Flandes i el 1405 als ducs de Borgonya, que en seguiren els destins dels dominis per més de dos segles.
L'accessió de la casa d'Àustria a la titularitat dels territoris borgonyons —amb un parèntesi de domini francès sota Lluís XI (1482-93)— dugué a través dels tractats de Seulis (1493) —que en separà el Boulonnais— i Madrid (1526) a fer gravitar l'Artois sota l'esfera del Sacre Imperi, fins a la seva incorporació total, on formà part del conglomerat dinàstic i territorial dels Països Baixos en les vicissituds històriques dels quals participà activament.
La política expansionista de la monarquia francesa assolí, com a resultat de les lluites de la Guerra dels Trenta Anys i de les successives guerres francoespanyoles, la cessió de l'Artois —sense Saint-Omer i Aire— per la pau dels Pirineus (1659) i la d'aquestes darreres àrees per la pau de Nimega de 1678. Des d'aleshores, ha format políticament part de França. Alguns membres de la família reial francesa han dut el títol de comtes d'Artois.